# Giulio Cesare Sacchetti
Giulio Cesare Sacchetti (Roma, 17 de dezembro de 1587 - Roma, 28 de junho de 1663) foi um cardeal do século XVII.

## Biografia
Nasceu em Roma em 17 de dezembro de 1587 em Roma. Filho de Giovanni Battista Sacchetti e Francesca Altoviti, patrícios florentinos. Ele foi batizado em 28 de dezembro de 1587 na Igreja de San Giovanni de Fiorentini, em Roma. Tio do Cardeal Urbano Sacchetti (1681).
Frequentou a Universidade de Perúgia; e a Universidade de Pisa, onde obteve o doutorado em direito.
Prelado doméstico do Papa Paulo V (1605-1621). Referendário dos Tribunais da Assinatura Apostólica de Justiça e da Graça, 1622. Secretário da SC do Concílio Tridentino no pontificado do Papa Paulo V. Vice-legado em Bolonha, de 23 de maio de 1623 até 24 de outubro de 1623.
Foi ordenado sacerdote em 18 de novembro de 1623, na capela do palácio do cardeal Ottavio Bandini, por Pietro Dini, arcebispo de Fermo.
Eleito bispo de Gravina, com dispensa por não ter recebido o presbitério seis meses antes da promoção ao episcopado, em 4 de dezembro de 1623. Consagrado, domingo, 10 de dezembro de 1623, igreja de S. Giacomo degli Spagnoli, Roma, pelo cardeal Agustín Spínola, bispo de Tortosa, auxiliado por Ottavio Accoramboni, arcebispo de Urbino, e por Diego Merino, bispo de Montepeloso. Núncio na Espanha, de 27 de janeiro de 1624 a 1626.
Criado cardeal presbítero no consistório de 19 de janeiro de 1626. Transferido para a sé de Fano em 16 de março ( al. 17) de 1626. Recebeu o barrete vermelho e o título de S. Susanna em 2 de dezembro de 1626. Legado em Ferrara, 8 de março de 1627 até maio de 1630. Renunciou ao governo da diocese antes de 16 de setembro de 1635. Legado em Bolonha, de 20 de abril de 1637 até 30 de maio de 1640. Prefeito da SC da Imunidade Religiosa. Prefeito do Tribunal da Assinatura Apostólica de Justiça, 22 de junho de 1640. Camerlengo do Sagrado Colégio dos Cardeais, 7 de janeiro de 1641 até 13 de janeiro de 1642 (2 ). Participou do conclave de 1644, que elegeu o Papa Inocêncio X; O cardeal Gil Carrillo de Albornoz apresentou o veto espanhol contra sua eleição para o pontificado. Optou pelo título de S. Maria em Trastevere, em 29 de abril de 1652. Optou pela ordem dos bispos e pela sé suburbicária de Frascati, em 23 de setembro de 1652. Participou do conclave de 1655, que elegeu o Papa Alexandre VII; A Espanha apresentou um veto contra sua eleição para o pontificado. Prefeito da SC de Ritos e Cerimônias de 1º de junho de 1655 até sua morte. Optou pela sede suburbicária de Sabina, 11 de outubro de 1655. Legado em Ferrara, 1655 (3). Chefe da congregação sanitária especial para combater a peste que afetava os Estados Pontifícios, 1656. Prefeito da SC do Conselho Tridentino, 28 de julho de 1661 até sua morte.
Morreu em Roma em 28 de junho de 1663. Enterrado na igreja de S. Giovanni dei Fiorentini, Roma.